# Кристијан Бајо
Кристијан Бајо Пунтер (шп. Christian Bayo Punter; 12. април 1991) порторикански је пливач чија специјалност су трке слободним стилом. Вишеструки је национални првак и рекордер. 

## Спортска каријера
Такмичио се на светским првенствима у пливању у великим базенима у Шангају 2011. (37. на 800 слободно), Казању 2015. (31. на 400 слободно и 38. место на 1500 слободно), Будимпешти 2017. (34. и 35. место на 400 и 1500 слободно) и Квангџуу 2019. (32. на 400 слободно и 28. место на 800 слободно). 
Био је део порториканског тима на Панамеричким играма у Торонту 2015. и Лими 2019. године. 